# Robert Malm
Robert Malm (Dunkerque, 21 agosto 1973) è un ex calciatore togolese, di ruolo attaccante.
Vanta 498 presenze e 145 gol nei vari campionati, soprattutto tra la seconda e la terza divisione francese. Ha giocato anche nella prima serie del calcio francese (2 presenze col Lens a inizio carriera) e nella quarta categoria francese.

## Carriera
È stato convocato per disputare il campionato del mondo 2006 con la nazionale togolese.
Nell'estate 2009 viene comprato dal Cannes e lascia così il Nîmes
Il 26 febbraio 2010 rescinde consensualmente il suo contratto con il Cannes. A fine stagione si ritira dal calcio giocato.